# Antonio Possevino

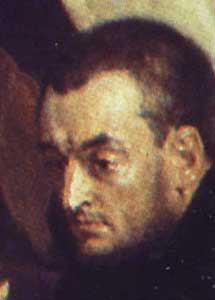
Antonio Possevino auf dem Gemälde König Báthory bei Pleskau von Jan Matejko, 19. Jh. (Fragment)

Antonio Possevino, lat. Antonius Possevinus (* 1534 in Mantua; † 26. Februar 1611 in Ferrara) war ein italienischer Kleriker, päpstlicher Legat und der erste Jesuit, der die Hauptstadt des christlich-orthodoxen Großfürstentums Moskau besuchte.

## Leben
Possevino wurde in Mantua geboren und trat 1559 dem Jesuitenorden bei und diente in den Jahren 1572–1578 dem Ordensgeneral Everard Mercurian als Sekretär. Papst Gregor XIII. schickte ihn 1578 nach Schweden, um den Ausgang des Livländischen Krieges zu beeinflussen. Anschließend ging er nach Moskau und vermittelte 1582 den Waffenstillstand von Jam Zapolski zwischen Polen-Litauen unter König Stephan Báthory und dem Moskowiter Reich unter Zar Iwan IV., der dem Livländischen Krieg um Livland ein Ende setzte. Durch seinen langen Aufenthalt im Moskowien bedingt, hinterließ er wertvolle Berichte über dieses dem Europa bis dahin verschlossene Reich.

## Schriften
- Dell sacrificia della Messa (Lyon, 1563)
- Il soldato cristiano (Rom, 1569)
- Moscovia (Vilnius, 1586)
  - The Moscovia of Antonio Possevino, S.J. Übersetzung, Einleitung und Anmerkungen von Hugh F. Graham (University of Pittsburgh, 1977).
- Notæ verbi Dei et Apostolicæ Ecclesiæ (Posen, 1586)
- Bibliotheca selecta (Rom, 1593; Venedig 1603)
- Apparatus sacer ad scriptores Veteris et Novi Testamenti (Venedig, 1603–1606)
- Coltura degl’ingegni. Herausgegeben von Cristiano Casalini und Luana Salvarani (Rom, 2008).